# Zenvo
Zenvo Automotive A/S er en dansk bilfabrikant med base i Præstø på Sjælland.
Firmaet blev grundlagt i 2007 af Jesper Jensen og Troels Vollertsen, under navnet “Nordic Sports Car A/S”. Da firmaet i 2009 skulle afsløre den første model, ST1, skiftedes navnet til Zenvo Automotive. I juni 2018 blev firmaet solgt til tjekkiske investorer.
Zenvo Automotive blev grundlagt i 2004. Den første prototype af det, der senere blev til Zenvo ST1, stod færdig i december 2008, og produktionen begyndte i 2009. Der blev kun fremstillet 15 biler, som blev solgt til forhåndsgodkendte kunder. Bilen blev solgt i USA gennem firmaet Red Sea Distribution, som ligger i Californien, og prisen på bilen i USA var cirka 1,8 mio. USD, hvilket inkluderede et ur til en værdi af 50.000 USD.
Zenvo ST1 fik dårlige anmeldelser i det britiske bilprogram Top Gear efter en række uheldige episoder, bl.a. at bilen brød i brand, fordi kølingen gik i stykker. En anden bil fra firmaet nåede til sidst at køre en hel omgang på deres bane, Top Gear Test Track, som på det tidspunkt var meget våd som følge af ekstremt vejr i England. Det betød en omgangstid, som var langsommere end en BMW M5, der koster omkring en tiendedel af prisen for en Zenvo ST1. Zenvo svarede igen med en erklæring på den danske hjemmeside bilsektionen.dk.
Ved 2015-udgaven af det årlige Copenhagen Historic Grand Prix (CHGP) brød Zenvo ST1 i brand igen. Zenvo forklarede efterfølgende, at det denne gang skyldtes en fejl i brændstofsledningen.
I 2018 blev de første to biler leveret til danske købere, men dog ikke indregistreret, da de bruges som banebiler. Prisen uden dansk afgift for en Zenvo TSR-S er omkring 10,5 mio. kroner. Den ene er af køberne var Jørgen Strøjer, der har en samling på mere end 100 sjældne biler, Strøjer Samlingen, hvor også Zenvo-bilen udstilles.
I august 2025 blev det annonceret, at virksomheder var under tvangsopløsning.

## Modeller
- Zenvo ST1 (2009–2016)
- Zenvo TS1 (2016–2019)
  - Zenvo TS1 GT (2016–2019) Grand tourer til almindelig brug
  - Zenvo TSR (2016–nu) Sportsvogn kun til brug på bane
  - Zenvo TSR-S (2018–nu) TSR-udgave lovlig til almindelig brug
  - Zenvo TSR-GT (2022-nu) 3 udgaver af den sidste TSR-serie
- Zenvo Aurora (2023) V12 hybrid sportsvogn[8]